# Eleições estaduais de Berlim Ocidental em 1975
As eleições estaduais de Berlim Ocidental em 1975 foram realizadas a 2 de Março e, serviram para eleger os 147 deputados para o parlamento estadual.
O grande vencedor das eleições foi a União Democrata-Cristã que, pela primeira vez venceu as eleições no estado, ao obter 43,9% dos votos e 69 deputados, e, assim, quebrando a hegemonia social-democrata.
Por outro lado, o grande derrotado foi o Partido Social-Democrata da Alemanha que perdeu, cerca de 8% em relação a 1971, ficando-se pelos 42,6% dos votos e 67 deputados.
O Partido Democrático Liberal, apesar de ter sofrido uma queda de votos e deputados, obteve 7,1% dos votos e 11 deputados.
Após as eleições, o SPD, apesar de ter perdido a maioria parlamentar, manteve-se na liderança do governo, ao formar uma coligação governativa com o FDP.

## Resultados Oficiais
| Partido                 | Partido                       | Votos     | %     | +/-   | Deputados | +/-     |
| ----------------------- | ----------------------------- | --------- | ----- | ----- | --------- | ------- |
|                         | União Democrata-Cristã        | 604 007   | 43,91 | 5,72  | 69 / 147  | 15      |
|                         | Partido Social-Democrata      | 585 605   | 42,57 | 7,83  | 67 / 147  | 6       |
|                         | Partido Democrático Liberal   | 97 969    | 7,12  | 1,32  | 11 / 147  | Estável |
|                         | Federação pela Alemanha Livre | 46 691    | 3,39  | Novo  | 0 / 147   | Novo    |
|                         | Partido Socialista Unificado  | 25 105    | 1,83  | 0,51  | 0 / 147   | Estável |
|                         | Outros                        | 16 145    | 1,18  |       | 0 / 147   |         |
| Votos Inválidos         | Votos Inválidos               | 11 949    |       |       |           |         |
| Total                   | Total                         | 1 387 471 | 100   |       | 147 / 147 | 9       |
| Eleitorado/Participação | Eleitorado/Participação       | 1 579 924 | 87,82 | 1,09  |           |         |
| Fonte                   | Fonte                         | [ 1 ]     | [ 1 ] | [ 1 ] | [ 1 ]     | [ 1 ]   |